# Satchelliella mutua
Satchelliella mutua är en tvåvingeart som först beskrevs av Eaton 1893.  Satchelliella mutua ingår i släktet Satchelliella och familjen fjärilsmyggor. Inga underarter finns listade i Catalogue of Life.